# Situationsetik
Situationsetik er en etisk retning, som gør den specifikke situation central for den rigtige handling. Handlinger og de situationer, som de finder sted i, er altid unikke, og den rigtige handling afhænger deraf. Således står den i modsætning til pligtetikken, som følger generelle regler og principper uafhængigt af situationen. Af tilhængere kan nævnes K. E. Løgstrup, Adam Smith og Jean-Paul Sartre.
Nogle situationsetikere betoner endvidere, at vi stadig kan have brug for etiske tommelfingerregler eller endda pligter og principper for at kunne fungere i hverdagen. Andre har mere fokus på de tilbagevendende situationer, hvor vi må stoppe op og tage bevidst stilling til, hvad der synes at være det rigtige at gøre. Med Løgstrup er det lidt mere kompliceret, da hans teori om de spontane livsytringer indebærer, at etikken og "de moralske følelser" så at sige giver sig selv i den spontane og naturlige interaktion mellem mennesker. Det er først, når de spontane livsytringer bryder sammen, at der ifølge Løgstrup er brug for den etiske fordring.
| filosofi | Spire Denne filosofiartikel er en spire som bør udbygges. Du er velkommen til at hjælpe Wikipedia ved at udvide den. |